# فهرست رئیس‌جمهورهای گینه
فهرست رئیس‌جمهورهای گینه پس از استقلال این کشور از فرانسه در تاریخ ۲ اکتبر ۱۹۵۸ به قدرت رسیده‌اند به شرح زیر می‌باشد
| نام                                   | دوران تصدی                        | تصویر | توضیح |
| ------------------------------------- | --------------------------------- | ----- | --- |
| احمد سکوتوره Ahmed Sékou Touré        | ۲ اکتبر ۱۹۵۸ تا ۲۶ مارس ۱۹۸۴      |       | احمد سکوتوره پدر استقلال گینه در روز ۱۵ ژانویه سال ۱۹۵۹ میلادی به مقام ریاست جمهوری گینه انتخاب گردید. او با کشورهای سوسیالیستی روابط نزدیکی برقرار کرد و یک حکومت مارکسیستی با حزب واحد تشکیل داد. در اواخر سال‌های دهه ۱۹۷۰ میلادی احمد سکوتوره در سیاست مارکسیستی خود تعدیل کرد و به کشورهای اسلامی نزدیک شد. مدت ۲۵ سال سکوتوره حکومت وحشت را در کشورش برقرار ساخت. |
| لوئی بیووگی Louis Beavogui            | ۲۶ مارس ۱۹۸۴ تا ۳ آوریل ۱۹۸۴      |       | → رئیس‌جمهور موقت |
| لانسانا کونته Lansana Conté           | ۵ آوریل ۱۹۸۴ تا ۲۲ دسامبر ۲۰۰۸    |       | کونته یکی از آخرین اعضای یک گروه رو به زوال موسوم به مردان بزرگ آفریقا بود که به زور اسلحه به قدرت رسیدند و در برابر روند دموکراتیک قاره آفریقا مقاومت کردند. وی در یک کودتای نظامی در سال ۱۹۸۴ یک هفته پس از مرگ احمد سکوتوره قدرت را در دست گرفت. در شرح حال رسمی کونته این اقدام به عنوان یک عملیات برای حفظ صلح در این کشور توصیف شده‌است. لانسانا کونته به سرعت خود را به عنوان تنها رهبر حکومت نظامی گینه معرفی کرد. وی برنامهٔ سوسیالیستی انقلابی سکوتوره را متوقف و همانند سکوتوره مخالفان خود را سرکوب کرد.                                              |
| موسی دادیس کامارا Moussa Dadis Camara | ۲۴ دسامبر ۲۰۰۸ تا ۳ دسامبر ۲۰۰۹   |       | کاپیتان دادیس کامارا در یک کودتای بدون خونریزی در دسامبر ۲۰۰۸ قدرت را به دست گرفت. وی همان ابتدا به مردم قول داد هر چه زودتر قدرت را به غیرنظامیان واگذار کند. با این وجود کامارا با زیر پا گذاشتن تعهدات خود، آشکارا اعلام کرد قصد دارد در انتخابات ریاست جمهوری آتی کشورش شرکت کند. اواخر سپتامبر ۲۰۰۹ تظاهرات آرام هواداران مخالفان در کوناکری به شدت توسط نیروهای امنیتی و پلیس گینه سرکوب شد. دادیس کامارا سوم دسامبر ۲۰۰۹ به دست یکی از نظامیان نزدیک خود به نام ابوبکر سیدیکی جاکیته، معروف به «تومبا» از ناحیه سر هدف گلوله قرار گرفت و به شدت زخمی شد. |
| سکوبا کوناته Sékouba Konaté           | سوم دسامبر ۲۰۰۹ تا ۲۱ دسامبر ۲۰۱۰ |       | → رئیس‌جمهور موقت |
| آلفا کنده Alpha Condé                 | ۲۱ دسامبر ۲۰۱۰ تاکنون             |       | در ۲۷ ژوئن ۲۰۱۰ اولین انتخابات آزاد و دمکراتیک گینه از زمان استقلال این کشور در سال ۱۹۵۸ برگزار شد و با توجه به تعدد نامزدها، این انتخابات به دور دوم کشیده شد. سرانجام در انتخابات هفتم نوامبر ۲۰۱۰ پروفسور آلفا کنده به پیروزی رسید. وی پس از پیروزی به تمام اقوام و گروه‌های گینه‌ای پیشنهاد همکاری داده و اعلام کرده‌است که قصد تشکیل حکومت وحدت ملی را دارد. آلفا کنده ۷۲ ساله همچنین کتاب و مقاله‌های مختلفی در زمینه‌های سیاسی، اجتماعی، حقوق و... در رابطه با گینه نوشته‌است.                                                                                 |